# 王景曾
王景曾（？—？），字岵瞻，一字霽巖，號枚孫，順天府宛平縣人，清朝政治人物。

## 生平
王熙之孫。康熙三十八年（1699年）己卯科順天鄉試舉人，康熙三十九年（1700年）庚辰科進士。改翰林院庶吉士，康熙四十五年（1706年）授檢討，康熙四十七年（1708年）任戊子科江南鄉試副考官，康熙四十八年（1709年）任日講起居注官，同年任《御選宋金元明四朝詩》之纂選官和校勘官，康熙五十一年（1712年）升通政使司左通政，康熙五十三年（1714年）三月升太僕寺卿，康熙五十六年（1717年）升戶部右侍郎，康熙五十七年（1718年）升戶部左侍郎，康熙六十年（1721年）改刑部左侍郎，雍正元年（1723年）改禮部左侍郎，雍正三年（1725年）罷歸。